# Цветные чулочки
«Цветные чулочки» (пол. Kolorowe pończochy) — польский фильм режиссёра Януша Насфетера 1960 года.

## Сюжет
Кинокартина состоит из двух новелл, объединённых общей темой. Главные героини обеих историй - девочки из бедных семей. Девочка из первой истории мечтает, чтобы у неё были яркие цветные чулки. К сожалению, мама девочки не может себе и дочери этого позволить. Вторая девочка очень ранимая, носит чудаческую одежду, за что подвергается жёстким и злым насмешкам ребят в школе. 

## В ролях
- Влодзимеж Новак — Ромек
- Мария Гелля
- Густав Холубек  — учитель
- Зофия Будаковска — Матильда
- Хелена Гроссувна — мама Матильды
- Сильвия Липчинска — Ядзька
- Галина Пжибыльска — мама Ядзьки
- Казимеж Талярчик — папа Ядзьки

## Награды
- 1961: награда «МКФ» на Венецианском кинофестивале[1]